# Bão Patricia (2015)

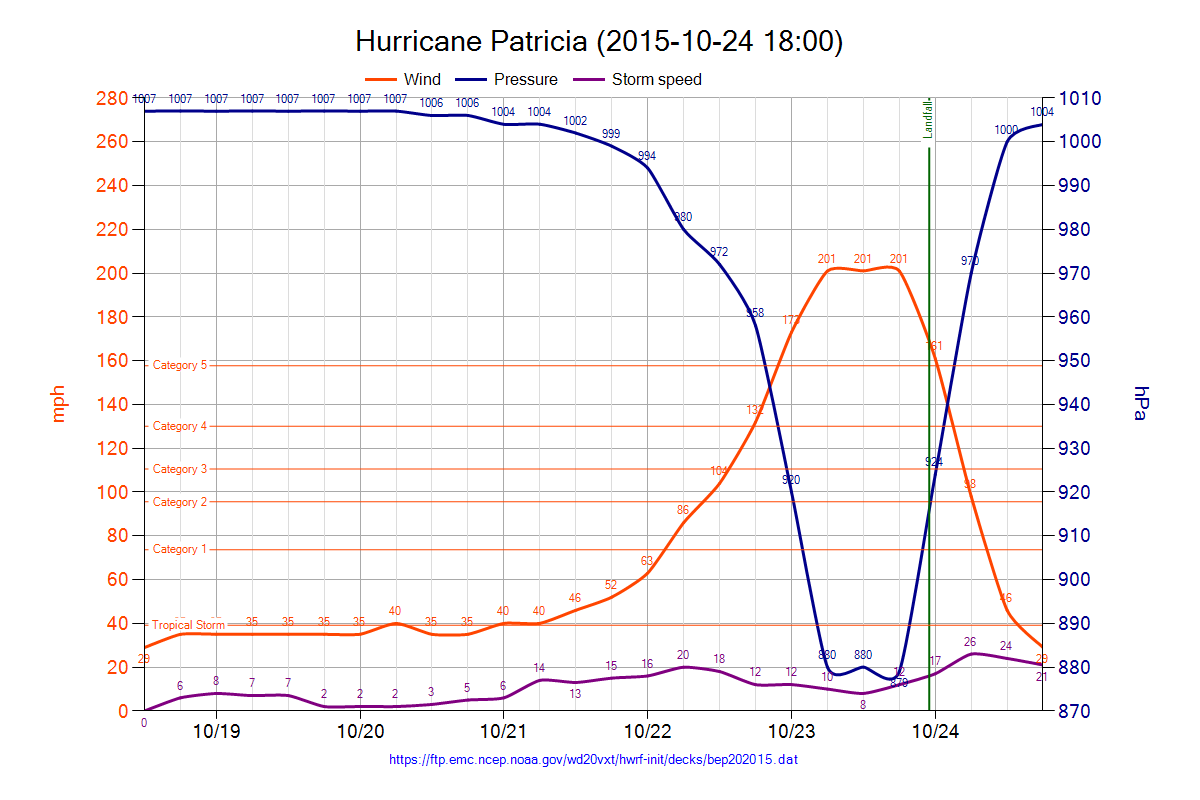

Bão Patricia (phát âm tiếng Tây Ban Nha: [paˈtɾisia]) là cơn bão mạnh thứ hai trong lịch sử nhân loại (sau Bão Tip) và mạnh nhất ở Tây bán cầu từng ghi nhận. Đồng thời, Patricia còn trở thành cơn bão mạnh nhất lịch sử ở Đông bắc Thái Bình Dương, vượt qua Bão Linda năm 1997 với sức gió 215 mph (345 km/h) và áp suất 872 mbar (hPa; 25,75 inHg), đồng thời vượt qua bão Allen năm 1980 và bão Wilma năm 2005 ở Bắc Đại Tây Dương trở thành xoáy thuận nhiệt đới mạnh nhất từng được ghi nhận ở Tây bán cầu về sức gió và áp suất.
Cơn bão đã đổ bộ vào Tây Mexico, gây thiệt hại nghiêm trọng. Bắt nguồn từ một sự thay đổi áp suất gần vịnh Tehuantepec vào giữa tháng 10 năm 2015, lần đầu tiên cơn bão Patricia được phân loại thành áp thấp nhiệt đới vào ngày 20. Sau đó, Patricia tăng cường và trở thành cơn bão mạnh nhất lịch sử ở Đông Bắc Thái Bình Dương. Khi đổ bộ Mexico bão làm chết 8 người và gây thiệt hại 407,4 triệu USD.

## Hình thành và phát triển
Áp thấp nhiệt đới 20-E hình thành vào ngày 20 tháng 10 ngoài khơi vùng duyên hải Mexico. Ban đầu hệ thống tăng cường chậm, trở thành bão nhiệt đới Patricia trong cùng ngày hôm đó. Từ sáng sớm ngày 21, Patricia phát triển rất nhanh và đạt cấp độ bão cuồng phong vào cuối ngày. Ngày hôm sau, quá trình phát triển mãnh liệt bắt đầu, và Patricia mạnh lên từ một cơn bão nhiệt đới thành bão cấp 5 trong vòng 24 giờ. Tốc độ phát triển ngang hàng với các cơn bão Linda năm 1997 và Wilma năm 2005. Vài tiếng sau, Patricia đạt sức gió 185 dặm/giờ (295 km/giờ) cùng áp suất trung tâm 892 mbar (hPa; 26.34 inHg), trở thành xoáy thuận nhiệt đới mạnh nhất từng được ghi nhận trên vùng Thái Bình Dương phía Đông đường đổi ngày quốc tế. Chưa dừng lại ở đó, Patricia tiếp tục mạnh thêm, đạt đến sức gió 215 dặm/ giờ (345 km/giờ) cùng áp suất trung tâm 872 mbar (hPa; 25,75 inHg), trở thành xoáy thuận nhiệt đới mạnh nhất từng được ghi nhận ở Tây bán cầu, vượt qua bão Wilma. Cơn bão đổ bộ Mexico vào đêm 23 tháng 10 và tan ngày hôm sau.

## Kỷ lục lịch sử

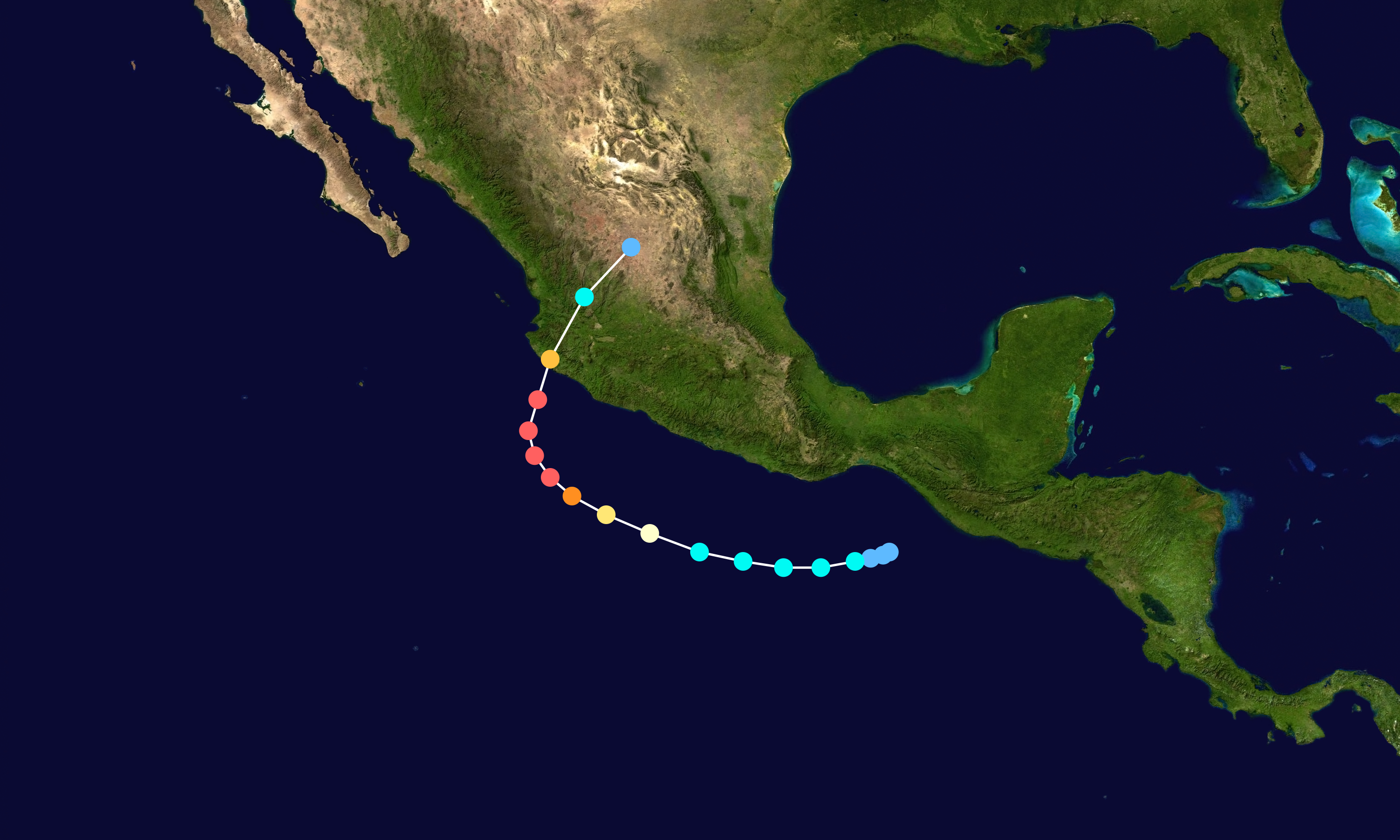
Đường đi cơn bão Patricia, cơn bão mạnh nhất trong lịch sử tại Bán cầu Tây cho đến thời điểm này

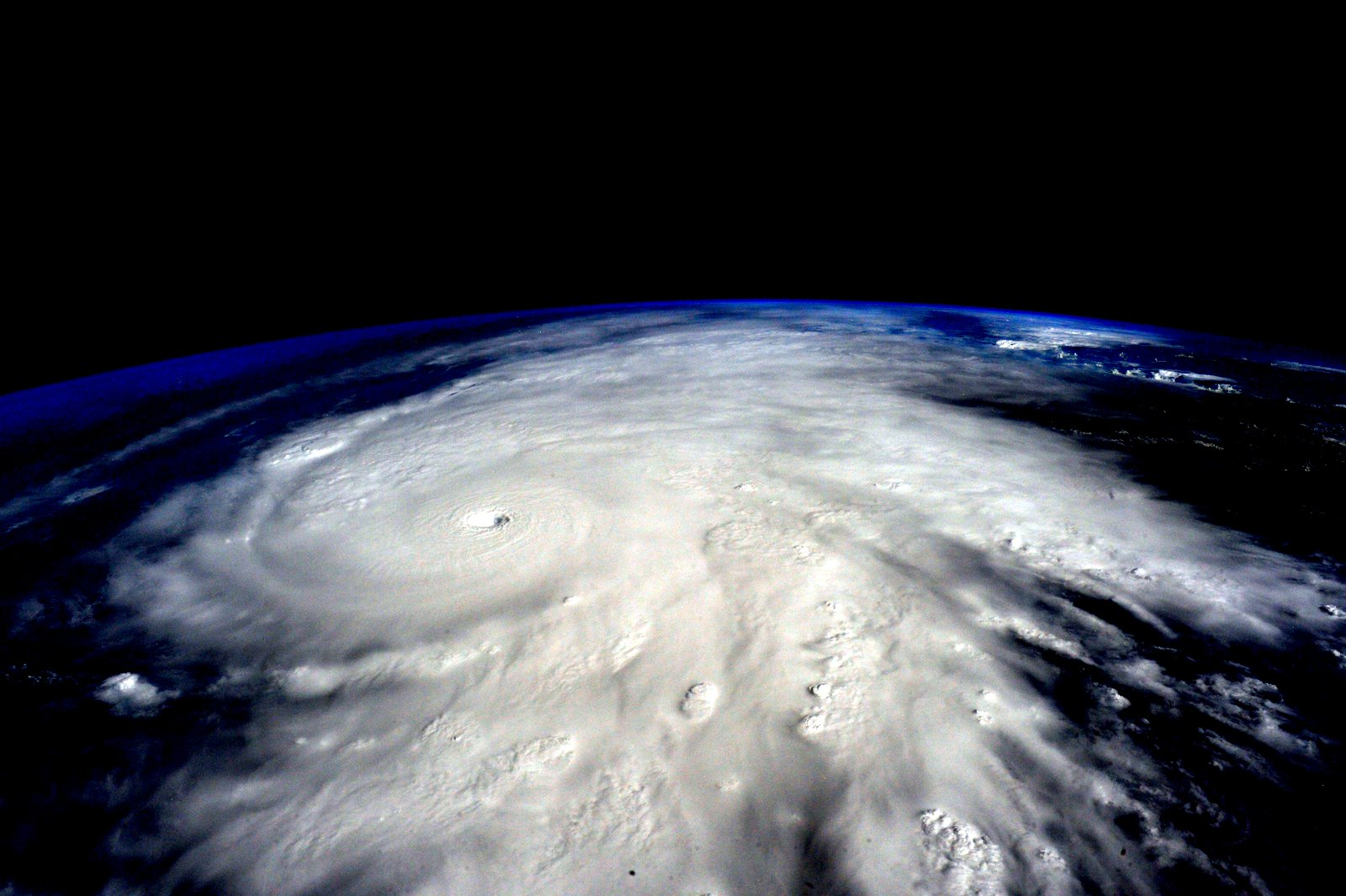
Bão Patricia nhìn từ Trạm vũ trụ Quốc tế vào ngày 23 tháng 10 năm 2015

Với sức gió mạnh tối đa 215 dặm (345 km/h) và áp suất tối thiểu 872 mbar (hPa; 25,75 inHg), bão Patricia là xoáy thuận nhiệt đới dữ dội nhất từng được quan sát thấy ở Tây bán cầu. Nó vượt qua kỷ lục về sức gió duy trì liên tục 190 dặm (305 km/h) trước đây của cơn bão Allen vào năm 1980, đồng thời xô đổ cả kỷ lục áp suất 882 mbar (hPa; 26,05 inHg) thiết lập bởi cơn bão Wilma trong năm 2005, cả hai đều ở khu vực Đại Tây Dương. Trong khu vực Đông Bắc Thái Bình Dương, phía bắc của đường xích đạo và phía đông của đường đổi ngày quốc tế, kỷ lục cũ mạnh nhất trước đây thuộc về cơn bão Linda năm 1997 với sức gió 185 mph (295 km/h) và áp suất 902 mbar (hPa; 26,64 inHg).
Trên quy mô thế giới, sức gió của Patricia được đánh giá là sức gió cao nhất từng được quan sát hoặc ước tính xác thực chắc chắn trên toàn cầu với một xoáy thuận nhiệt đới, vượt qua kỷ lục cũ của bão Haiyan năm 2013 với sức gió 195 dặm (315 km/h). Tuy nhiên, những cơn gió bên trong Haiyan chỉ được ước tính thông qua quan sát vệ tinh (thông qua các kỹ thuật Dvorak), vì vậy các bản dữ liệu ghi lại không thật sự chắc chắn.
Ngoài ra, Patricia cũng là cơn bão lớn đầu tiên ở Đông Thái Bình Dương có áp suất khí quyển dưới 900 hPa (27 inHg) và là cơn bão có tốc độ mạnh lên nhanh nhất - từ 140 km/h (85 mph) lên 335 km/h (205 mph) trong vòng chưa đến 24h nhưng lại có mắt bão ấm nhất : 32,2 0C.